# I Kissed a Girl
"I Kissed a Girl" prvi je singl američke pjevačice Katy Perry s njenog debitantskog albuma One of the Boys objavljen 6. svibnja 2008. u izdanju diskografske kuće Capitol Records.

## O pjesmi
Katy Perry je prilikom jednog intervjua izjavila da pjesma govori o ljepoti žena. Kada ste mladi, na pameti vam je samo zabava. Svašta Vam pada na pamet. Pa se i djevojke mogu spetljati s djevojkama. Pjesma je postigla veliki uspjeh na ljestvicama singlova diljem svijeta. U SAD-u je pjesma postala tisućiti broj jedan singl rock ere. Pjesmu je Perry izvela na 51. dodjeli Grammy nagrada. Pjesma je nominirana za omiljenu pjesmu na dodjeli Kids' Choice Awards 2009. godine.

## Popis pjesama

### Digitalni download
1. "I Kissed a Girl"

### iTunes EP
1. "I Kissed a Girl" (rock remiks)
2. "I Kissed a Girl" (remiks Dr. Lukea)
3. "I Kissed a Girl" (remiks The Knocksa)
4. "I Kissed a Girl" (remiks Jasona Nevisa)

## Videospot
Videospot za pjesmu "I Kissed a Girl" snimljen je pod redateljskom palicom Kinga Burza. Objavljen je 16. svibnja 2008 na Katynoj MySpace stranici. U videu se Katy druži i ljbui s djevojkama. U jednom djelu video jedna djevojka šminkom napiše "I Love Katy Perry". Na YouTubeu je pjesma doživjela mnoštvo parodija. Na MTV video nagradama 2008. godine video je nominiran u kategoriji najbolji ženski video.

## Top liste
| Top liste (2008.)             | Najviša pozicija |
| ----------------------------- | ---------------- |
| Australija                    | 1                |
| Austrija                      | 1                |
| Belgija (Flandrija)           | 1                |
| Belgija (Valonija)            | 3                |
| Kanada                        | 1                |
| Danska                        | 1                |
| Nizozemska                    | 1                |
| Europa                        | 1                |
| Finska                        | 4                |
| Francuska                     | 5                |
| Hrvatska                      | 2                |
| Njemačka                      | 1                |
| Češka                         | 1                |
| Mađarska                      | 1                |
| Irska                         | 1                |
| Italija                       | 1                |
| Novi Zeland                   | 1                |
| Norveška                      | 1                |
| Rusija                        | 2                |
| Švedska                       | 1                |
| Švicarska                     | 1                |
| UK                            | 1                |
| SAD (Billboard Hot 100)       | 1                |
| SAD (Billboard Pop Songs)     | 2                |
| SAD (Billboard Digital Songs) | 1                |

## Certifikacije
| Država      | Certifikacije  |
| ----------- | -------------- |
| Australija  | 2 × platinasta |
| Austrija    | platinasta     |
| Belgija     | zlatna         |
| Danska      | 3 × platinasta |
| Njemačka    | platinasta     |
| Novi Zeland | platinasta     |
| Švicarska   | platinasta     |
| UK          | platinasta     |
| SAD         | 3 × platinasta |